# Juglans hindsii
Juglans hindsii (Claro Walnuss) ist eine auf Kalifornien und Oregon beschränkte Baumart der Gattung Walnüsse (Juglans). Sie ist als Pfropfunterlage für die Echte Walnuss in Kalifornien von wirtschaftlicher Bedeutung. 

## Merkmale
Juglans hindsii ist ein 6 bis 23 Meter hoher Baum. Seine Borke ist hell- bis mittelgrau und splittert in glatten oder schuppigen Platten ab. Die Zweige sind mit der distalen Kante der Blattnarbe, in der sie stehen, schwach bis tief eingekerbt. Sie sind auch nicht von einem gut umgrenzten Band von Haaren umgeben. Die endständigen Knospen sind ellipsoidisch bis länglich, abgeflacht und 6 bis 8 mm lang. 
Die Blätter sind unpaarig gefiedert und 22 bis 45 cm lang, der Blattstiel 3 bis 8 cm. Die 13 bis 21 Fiederblättchen sind schmal dreieckig bis lanzeolat, symmetrisch oder leicht sichelförmig, 7,3 bis 13 cm lang und 1,9 bis 2,8 cm breit. Der Blattrand ist gesägt, das Blattende zugespitzt. Die Blattunterseite ist kahl oder mit einzelnen Drüsenhaaren besetzt, an den Hauptnerven sitzen einzelne Drüsen und wenige kopfig-drüsige Haare. In den Achseln der Nerven nahe dem Blattgrund stehen auffällige Haare, die manchmal auf die Spreite reichen. Die Blattoberseite ist kahl oder mit verstreuten Schuppen besetzt, die Hauptnerven sind kahl oder mit verstreuten Drüsen und wenigen köpfchen-drüsigen Haaren besetzt, einfache Haare fehlen. Das endständige Fiederblättchen ist gut entwickelt. 
Die männlichen Kätzchen sind 6 bis 15 cm lang, jede Blüte besitzt 20 bis 40 Staubblätter. Die Pollensäcke sind 1 bis 1,4 mm lang. Die Blüte ist im Frühling (April, Mai).
Die Frucht ist kugelig und 2,5 bis 5 cm groß. Die Nüsse sind eiförmig bis eiförmig-kugelig und 2,4 bis 3,2 cm groß. Sie ist glatt oder fast glatt oder besitzt flache und undeutliche Rippen und Furchen. 
Die Chromosomenzahl beträgt 2n = 32.

## Verbreitung
Das Verbreitungsgebiet von Juglans hindsii ist auf Kalifornien und Oregon (Jackson County) beschränkt. Vor etwa 1850 wuchs die Art in Kalifornien nur an wenigen Stellen. Aufgrund ihrer weit verbreiteten Verwendung als Unterlage für Pfropfungen der europäischen echten Walnuss wurde sie in weiten Gebieten Kaliforniens angepflanzt und ist in diesen Gebieten verwildert und eingebürgert. Sie bildet hier auch Hybriden mit der echten Walnuss, die heute die häufigsten Wurzelstöcke im kommerziellen Walnussanbau sind. 
Juglans hindsii wächst an Flussufern und Hängen vom Meeresniveau bis etwa 300 m Höhe.

## Etymologie und Systematik
Der Name Juglans hindsii ehrt den Botaniker Richard Brinsley Hinds (1812–1847), der die Pflanze im Jahr 1837 entdeckte. Die Art wurde früher als Varietät zu Juglans californica gestellt. Die Flora of North America führt sie als eigene Art. Auch molekularbiologische Untersuchungen stützen den Artrang von Juglans hindsii.

## Belege
- Donald E. Stone: Juglandaceae. In: Flora of North America, Band 3. (online)